# Wodopływek żeberkowany
Wodopływek żeberkowany (Hydrochus crenatus) – gatunek chrząszcza z rodziny wodopływkowatych.

## Taksonomia
Gatunek ten opisany został po raz pierwszy w 1792 roku przez Johana Christiana Fabriciusa pod nazwą Elophorus crenatus.

## Morfologia
Chrząszcz o wydłużonym i smuklejszym niż H. brevis i H. megaphallus ciele długości od 2,5 do 3 mm. Głowa jest ciemnobrązowa lub czarna z brązowym połyskiem metalicznym oraz rudymi nasadami czułków, zaopatrzona w duże, wyłupiaste oczy. Czułki mają trzy ostatnie człony owłosione i formujące buławkę. Długość głaszczków jest zbliżona do długości czułków, a ich człon ostatni jest dłuższy niż przedostatni. Przedplecze ma barwę głowy, jest mniej więcej tak szerokie jak ona i wyraźnie węższe od pokryw, o szerokości nie większej wyraźnie niż długość, pokryte dużymi, ale niezbyt głębokimi dołkami. Pokrywy są dwukrotnie dłuższe niż szerokie, o wyraźnie punktowanych rzędach oraz równomiernie i równie wysoko kilowato wyniesionych międzyrzędach trzecim, piątym, siódmym i dziewiątym, ubarwione czarno lub ciemnobrązowo z połyskiem metalicznym szczególnie silnym i jaśniejszym na kilach. Odnóża są rude z przyciemnionymi udami i wierzchołkowymi członami stóp.

## Ekologia i występowanie
Owad rozmieszczony od nizin po pogórza. Chrząszcz wodny, zasiedlający rozmaite wody stojące.
Gatunek palearktyczny, znany z Wielkiej Brytanii, Francji, Belgii, Holandii, Niemiec, Szwajcarii, Austrii, Włoch, Danii, Szwecji, Finlandii, Estonii, Łotwy, Polski, Czech, Słowacji, Węgier, Białorusi, Bułgarii, Słowenii, Chorwacji, Bośni i Hercegowiny oraz europejskiej części Rosji.